# Церква Вознесіння Господнього (Курівці)
Церква Вознесіння Господнього в Курівцях — парафія і храм греко-католицької громади Озернянського деканату Тернопільсько-Зборівської архієпархії Української греко-католицької церкви в селі Курівці Тернопільського району Тернопільської области.
Дерев'яний храм оголошений пам'яткою архітектури місцевого значення (охоронний номер 2052).

## Історія церкви
Найдавніші відомості про парафію походять з метрик рукоположення єпископа Йосифа Шумлянського у 1668 році. У 1700 році, коли він перевів свою Львівську єпархію до Унійної церкви, парафія села Курівці також стала греко-католицькою.
Парафія має два храми. Дерев'яна церква, що, за свідченнями візитацій, існувала вже у 1732—1733 роках, належить до старовинних храмів Поділля. За однією з версій, її купили біля Почаєва і перевезли в Курівці. Архітектурно це тризрубний храм. У грудні 1993 року душпастир о. Іван Марщівський освятив хрест на місці, де згодом збудували новий, цегляний храм. 28 липня 2002 року о. Михайло Чайківський відкрив нову церкву, яку того ж дня освятив єпископ Тернопільсько-Зборівський владика Михаїл Сабрига.
Архітектором нового храму став Левко Довбенчук з Тернополя, а автором іконостасу та розписів — Володимир Косовський.
Парафія і дерев'яний храм належали УГКЦ до 1946 року. 4 серпня 1991 року їхня приналежність до лона УГКЦ була відновлена.
Остання візитація парафії відбулася в листопаді 2009 року, її здійснив протосинкел Тернопільсько-Зборівської архиєпархії о. Андрій Романків.
При церкві діють: братство «Апостольство молитви», спільнота «Матері в молитві» та Вівтарна дружина.

## Парохи
- о. Теодор (з 1668),
- о. Стефан Алексевич,
- о. Дам'ян Алексевич,
- о. Іван Алексевич,
- о. Лука Єліясевич,
- о. Данило Алексевич,
- о. Максим Левицький,
- о. Антін Чемеринський,
- о. Юліан Левинський,
- о. Йосиф Терашкевич,
- о. Микола Мригдодович,
- о. Павло Дудик,
- о. Григорій Редчук,
- о. Петро Дзядик,
- о. Євген Федоришин,
- о. Іван Марщівський (1991—?),
- о. Михайло Чайківський,
- о. Іван Шкумбатюк (з 2009).
- о. Василь Миць (з 2018)[джерело?].